# Ian Culbard
Ian Culbard est un auteur de bande dessinée britannique qui signe I. N. J. Culbard. Parfois scénariste, Culbard est toujours dessinateur, encreur, coloriste, et lettreur. Il a également adapté de nombreuses œuvres littéraires en BD.
Culbard a auparavant eu une carrière de réalisateur et d'animateur.

## Biographie
Ian Culbard est né (date non révélée) à Greenwich, un quartier sud de Londres. Il est anglais et polonais, ce qui le fait souvent voyager pendant son enfance entre ces deux pays. Au cours d'un de ces voyages, il découvre Une étude en rouge et lit ensuite, en un été, l'ensemble du canon holmésien.
Il découvre également très jeune l'auteur H. P. Lovecraft, dont il devient fan, à travers le jeu de rôle l'Appel de Cthulhu.
À 19 ans, il travaille en Ardèche, et garde de cette époque une affection particulière pour la culture française.
Culbard a étudié dans une école d'art les différentes techniques de dessin classiques (notamment peinture à l'huile et charbon de bois), mais utilise désormais une tablette graphique (Wacom Intuos 4) après études préliminaires sur un carnet Moleskine.
En 2005, après une carrière dans l'animation et la réalisation de publicités et courts-métrages, il participe au concours organisé par l'éditeur Dark Horse avec leur anthologie New Recruits. Deux histoires dont il est l'auteur complet (« Wild Talents : The God Machine », 26 pages, et « The Way of All Flesh », 22 pages) sont sélectionnées parmi des milliers d'entrées. L'anthologie, dont il réalise aussi la couverture, est publiée en décembre 2005/janvier 2006, et inaugure sa carrière dans la BD, où il signe désormais du pseudonyme « I. N. J. Culbard » (dont le sens n'est pas connu). En 2006, il collabore au Judge Dredd Megazine.
En 2008, il est contacté par le scénariste Ian Edginton pour dessiner sa série d'adaptations des histoires de son auteur fétiche, Arthur Conan Doyle, aux éditions SelfMadeHero.
En 2011, il reçoit le Prix British Fantasy du Meilleur comics ou roman graphique pour son adaptation des Montagnes Hallucinées de H. P. Lovecraft.

## Inspirations et influences
Ian Culbard est fan d'H. P. Lovecraft et surtout d'Arthur Conan Doyle : il se déclare « Doylien », par opposition aux « Holmésiens » (adeptes de la Sherlockiana).
En ce qui concerne la bande-dessinée, il est, depuis son enfance, un lecteur des histoires d'Hergé (Tintin), de Morris (Lucky Luke), de Tardi (Adèle Blanc-Sec), et de Jean-Claude Mézières (Valérian).

### Version française
Albums
- Le Chien des Baskerville (2010, Akileos) sc. Ian Edginton
- Une étude en rouge (2010, Akileos) sc. Ian Edginton
- Le Signe des quatre (2011, Akileos) sc. Ian Edginton
- La Vallée de la peur (2011, Akileos) sc. Ian Edginton
- Les Montagnes hallucinées (2011, Akileos)
- L'Affaire Charles Dexter Ward (2012, Akileos)
- Dans l'abîme du temps (2013, Akileos)
- La Quête onirique de Kadath l'inconnue (2015, Akileos)
- Brink (2019, Akileos)
- Everything (2022, 404 Graphic, sc. Christopher Cantwell)
- Salamandre (2023, 404 Graphic)

Compilations
- Les Histoires illustrées de Sherlock Holmes (2015, Akileos) sc. Ian Edginton (intégrale reprenant les albums Le Chien des Baskerville, Une étude en rouge, Le Signe des quatre, et La Vallée de la peur)
- Lovecraft - Quatre classiques de l'horreur (2016, Akileos) (intégrale reprenant les albums La quête onirique de Kadath l'inconnue, L'affaire Charles Dexter Ward, Les montagnes hallucinées et Dans l'abîme du temps)

### Version originale
- New Recruits (2006, Collectif, Dark Horse)
- The Picture of Dorian Gray (2008, SelfMadeHero) sc. Ian Edginton
- The Hound of the Baskervilles (2009, SelfMadeHero) sc. Ian Edginton
- A Study in Scarlet (2009 UK (2010 US), SelfMadeHero) sc. Ian Edginton
- The Sign of the Four (2010 UK (2011 US), SelfMadeHero) sc. Ian Edginton
- At the Mountains of Madness (2010 UK (2012 US), SelfMadeHero)
- Nelson (2011, Collectif, Blank Slate)
- The Valley of Fear (2011, SelfMadeHero) sc. Ian Edginton
- A Princess of Mars (2012, SelfMadeHero) sc. Ian Edginton
- The Case of Charles Dexter Ward (2012, SelfMadeHero)
- The New Deadwardians (2012 (2013), Vertigo) sc. Dan Abnett
- The Shadow Out of Time (2013, SelfMadeHero)
- Brass Sun (2014- , série en cours, Rebellion) sc. Ian Edginton
- Celeste (2014, SelfMadeHero)
- Dark Ages (2014 (2015), Dark Horse) sc. Dan Abnett
- Wild's End, vol. 1 : First Light (2014-2015 (2015), Boom) sc. Dan Abnett
- The Dream-Quest of Unknown Kadath (2015, SelfMadeHero)
- The King in Yellow (2015, SelfMadeHero)
- Wild's End, vol. 2 : The Enemy Within (2015-2016 (2016), Boom) sc. Dan Abnett
- The Shadow over Innsmouth (2016, SelfMadeHero)